# パテ・ド・カンパーニュ

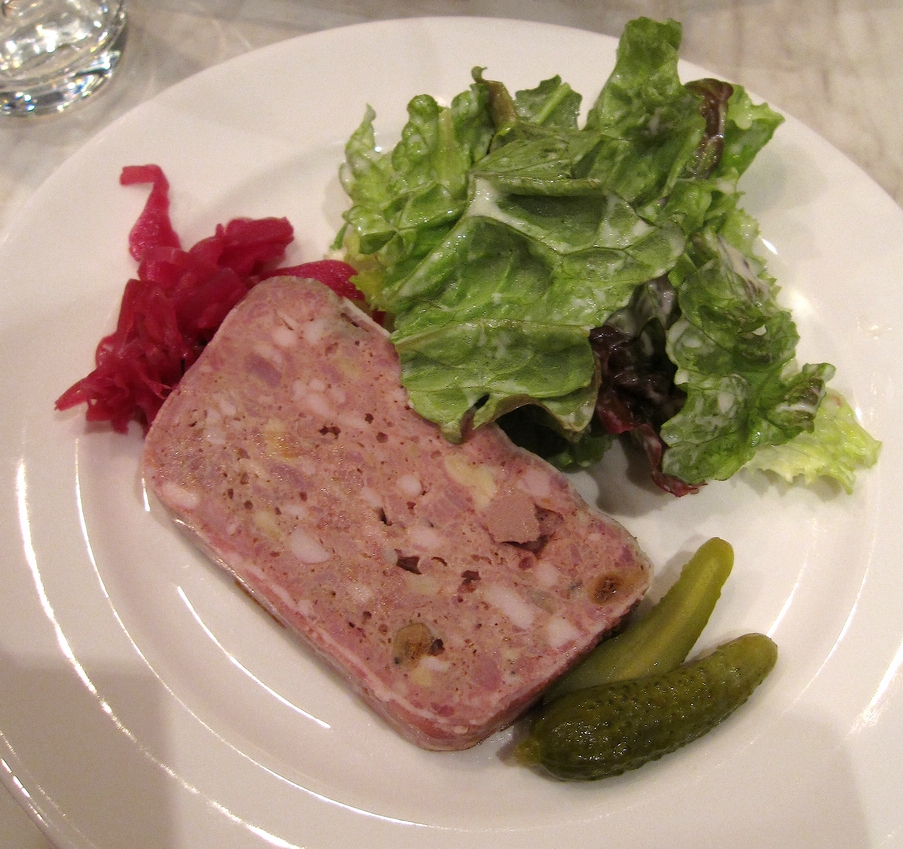
パテ・ド・カンパーニュとサラダの付け合わせ

パテ・ド・カンパーニュ（仏: pâté de campagne）はフランスの伝統的な料理であり、パテ (料理)の一種。シャルキュトリーの代表的なメニューの1つである。

## 概要
田舎風パテの意であり、豚肉などの肉のミンチを用いたパテをパテ・ド・カンパーニュと呼ぶ。オードブルの定番料理として知られており、パテやテリーヌの料理のなかでも庶民的な料理、ポピュラーな料理である。
家庭料理であり、各家庭、各地方によってさまざまなレシピがある。元々は屠殺した豚の余剰部位を用いた料理であった。

## ブルターニュ風
パテ・ド・カンパーニュ・ブルトン（仏: pâté de campagne breton）、ブルターニュ風パテ・ド・カンパーニュは豚肉と豚レバーを用いたパテ・ド・カンパーニュ。肉のミンチは粗めに挽くのが特徴である。